# Christoph von Zastrow (Richter)
Christoph von Zastrow (* 20. September 1594 in Wollin; † 25. November 1636 in Stettin) war ein deutscher Jurist, der in Pommern-Stettin zum Direktor des Hofgerichts aufstieg.

## Leben
Er stammte aus der uradligen pommerschen Familie Zastrow. Sein Vater Christoph von Zastrow war Erbherr auf Stregow in Hinterpommern, seine Mutter Sophia war eine geborene Flemming aus dem Hause Mokratz. Er besuchte die Schule in Wollin und das Pädagogium in Stettin. Er studierte wohl ab 1611 an der Universität Greifswald, jedenfalls aber ab 1614 an der Universität Rostock, ging 1619 an die Universität Jena und schließlich 1620 an die Universität Wittenberg.
Nach Abschluss seiner Studien  ernannte ihn Herzog Franz von Pommern zum Referendar am Stettiner Hofgericht. Unter Bogislaw XIV., dem letzten pommerschen Herzog, wurde er 1624 zum Hofrat und Assessor am Hofgericht ernannt, 1625 zusätzlich zum Direktor des Stettiner Konsistoriums. 1629 wurde er schließlich Direktor des Stettiner Hofgerichts und gehörte damit zugleich dem Geheimen Rat des Herzogs an. Er wurde vom Herzog ferner zum Vizedominus des Camminer Domkapitels ernannt und erhielt die Rittergüter Cortentin, Dobberphul und Drammin.
Christoph von Zastrow heiratete am 25. Januar 1629 in Stettin Hedwig von Ramin aus dem Hause Stolzenburg. Aus der Ehe gingen zwei Söhne und eine Tochter hervor. Der Sohn Otto von Zastrow (* 1632; † 1693) wurde Amtshauptmann in Sachsen-Zeitz.
Er starb 1636 in Stettin und wurde in der Stettiner Marienkirche beigesetzt. Überliefert ist die von Christian Groß gehaltene Leichenpredigt.